# جنوب كينسينغتون (محطة مترو أنفاق لندن)
جنوب كينسينغتون (بالإنجليزية: South Kensington)‏ هي إحدى محطات مترو أنفاق لندن. تقع على خط ديستريكت وبيكاديلي وسيركيل أفتتحت في المنطقة (Zone) رقم 1 أفتتحت في 24 ديسمبر 1868.